# Terpsichore hanekeana
Terpsichore hanekeana är en stensöteväxtart som först beskrevs av George Richardson Proctor, och fick sitt nu gällande namn av Alan Reid Smith. Terpsichore hanekeana ingår i släktet Terpsichore och familjen Polypodiaceae. Inga underarter finns listade.